# Okres Kadarkút
Okres Kadarkút (maďarsky Kadarkúti kistérség) je bývalý okres v jihozápadním Maďarsku v župě Somogy. Jeho správním centrem bylo město Kadarkút. V roce 2014 byl sloučen s okresem Kaposvár.

## Sídla
V okrese se nacházelo celkem 23 měst a obcí.
| - Bárdudvarnok - Csököly - Gige - Hedrehely - Hencse - Jákó - Kadarkút - Kaposfő - Kaposmérő - Kaposújlak - Kaposszerdahely - Kisasszond | - Kiskorpád - Kőkút - Mike - Nagybajom - Pálmajor - Patca - Rinyakovácsi - Szenna - Szilvásszentmárton - Visnye - Zselickisfalud |